# Picumne gris
Picumnus granadensis
Espèce
Statut de conservation UICN

 LC  : Préoccupation mineure
Le Picumne gris (Picumnus granadensis) est une espèce de branche de la famille des Picidae endémique de Colombie.

## Sous-espèces
Cet oiseau est représenté par deux sous-espèces :
- Picumnus granadensis antioquensis Chapman, 1915 ;
- Picumnus granadensis granadensis Lafresnaye, 1847.